# Юган Свенсен

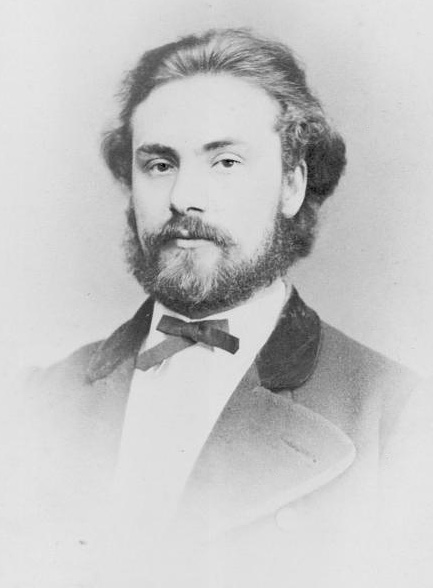
Юган Северин Свенсен

Юган Северин Свенсен (норв. Johan Severin Svendsen; нар. 30 вересня 1840, Осло — пом. 14 липня 1911, Копенгаген) — норвезький композитор, диригент і скрипаль. Хоча він народився у Християнії (тепер Осло), більшість життя провів у Копенгаґені в Данії. Написав, зокрема, дві симфонії, скрипковий концерт, віолончельний концерт і «Романс» для скрипки, а також декілька норвезьких рапсодій для оркестру. Деякий час Свенсен був близьким другом Ріхарда Ваґнера.

## Біографія
Батько Свенсена був учителем музики й навчав гри на скрипці та віолончелі свого сина. Коли Юган Свенсен закінчив школу, він уже працював у оркестрі й іноді виїздив з концертами як скрипаль. У Любеку, під час одного зі своїх турів, він привернув увагу заможного комерсанта, який надав йому можливість навчатися з 1868 по 1867 роки у Лейпцизькій консерваторії. Він почав навчатися у Фердинанда Давида, але проблеми з рукою змусили його переключитися на композицію, яку він вивчав із Карлом Райнеке. Свенсен закінчив навчання у Лейпциґу в 1867 році, здобувши першу премію за твір. У цей період він мав позашлюбного сина Йоганна Ріхарда Рудольфа (1867—1933).
Поступово його увагу більше привернуло диригування. Після перебування в Парижі (1868—1870) та Лейпциґу (1870—1872) Свенсен повернувся до Християнії. Улітку 1871 року вирушив до Нью-Йорка, щоб одружитися із Сарою Леветт Шмідт, яку зустрів у Парижі. Був диригентом концертів Музичної спільноти у Християнії (1872—1877), потім провів три роки в Німеччині, Італії, Англії та Франції. З 1880 по 1883 роки викладав та диригував у рідній Християнії. У 1883 році був призначений головним диригентом Королівського Театрального оркестру в Копенгаґені. Тут він жив аж до смерті.
У 1884 році розлучився з дружиною; вона поїхала в Париж. Їхні стосунки вже були напруженими декілька років. Відома історія, коли в 1883 році у розпалі гніву вона кинула єдину копію його третьої симфонії у вогонь. Цей епізод був використаний Генріком Ібсеном у «Гедді Ґаблер». Навіть якщо щось можна було вихопити з полум'я, то це вже точно не повна симфонія. Але все-таки деякі уривки-начерки були знайдені диригентом Б'ярте Енґесетом у 2007 році. Вони були завершені та оркестровані Бйорном Мортеном Хрістоферсеном та вперше виконані Берґенським філармонічним оркестром і Енґесеном у 2011 році. Після розлучення із Сарою 10 грудня 1901 року він одружився з Джульєтою Гаасе 23 грудня 1901 року, з якою вже жив і мав трьох дітей. Його молодший син від цього шлюбу — відомий данський актор Ейвінд Йоган-Свенсен.
Як цілковита протилежність своєму більш відомому сучасникові та близькому другові, Едварду Ґріґу, Свенсен був відомий завдяки своїй майстерності оркестрування, а не цінності гармоній. Тоді як Ґріґ писав переважно для не великого складу інструментів, Свенсен — для оркестру та великих ансамблів. Його найвідомішим твором є «Романс» для скрипки та оркестру, Op. 26. За життя він був дуже популярним у Данії та Норвегії як композитор і диригент, здобувши багато національних нагород і почестей. Хоча ця популярність не означає включення його в інтернаціональний репертуар класичної музики. Він помер у Копенгаґені, у віці 70 років. Перший опубліковани твір Свенсена, струнний квартет ля мінор.1 мав великий успіх у публіки. Після цього були написані струнний октет op. 3 та струнний квінтет op. 5, які примножили його славу. Вся камерна музика Свенсена була написана, коли він навчався у Ляйпцізькій консерваторії, хоча ці твори зовсім не вважаються студентськими. Свенсен був одним з найбільш талановитих студентів консерваторії. Його твори вигравали нагороди та виконувались на публіку, маючи при цьому великий успіх.

## Твори
У дужках подано рік написання та місце і дата прем'єри.
Для оркестру
- Симфонія № 1 ре мажор, Op. 4 (1865–67; Христіанія, 12 жовтня 1867)
- Концерт для скрипки з оркестром, Op. 6 (1868–70; Ляйпціґ, 6 лютого 1872)
- Концерт для віолончелі з оркестром, Op. 7 (1870; Ляйпціґ, 16 березня 1871)
- «Сіґур Шлембе», симфонічна прелюдія, Op. 8 (1871; Ляйпціґ, 12 грудня 1871)
- «Карнавал у Парижі», епізод, Op. 9 (1872; Христіанія, 26 жовтня 1872)
- «Похоронний марш на смерть короля Карла XV», Op. 10 (1872; 26 жовтня 1872)
- «Сорогайда», леґенда, Op. 11 (1874, перероблена у 1879; Христіанія, 3 жовтня 1874, перероблена 11 травня 1880)
- Святковий полонез, Op. 12 (1873; Хрістианія, 6 серпня 1873)
- Коронаційний марш (для коронації короля Оскара II), Op. 13 (1873; Тронгейм, 18 липня 1873)
- «Карнавал норвезьких мистців», Op. 14 (1874; Христіанія, 17 березня 1874)
- Симфонія № 2 in сі-бемоль мажор, Op. 15 (1874; Христіанія, 14 жовтня 1876)
- Норвезька рапсодія № 1, Op. 17 (1876; Христіанія, 25 вересня 1877)
- «Ромео та Джульєтта», фантазія, Op. 18 (1876; Христіанія, 14 жовтня 1876)
- Норвезька рапсодія № 2, Op. 19 (1876; ??)
- Норвезька рапсодія № 3, Op. 21 (1876; Париж, січень ??, 1879)
- Норвезька рапсодія № 4, Op. 22 (1877; Париж, 1 лютого 1879)
- «Романс» для скрипки та оркестру, Op. 26 (1881; Христіанія, 30 жовтня 1881; солював Станіслав Барцевич)
- Полонез, Op. 28 (1882)
- «Andante Funebre» (1895)

Для струнного оркестру
- 2 шведські народні мелодії, Op. 27 (1876, 1878)
- 2 ісландські мелодії, Op. 30 (1874)
- «Ifjol gjætt' e gjeitinn» («Торік я пас кіз»), Op. 31 (1874)

Для камерного складу
- Струнний квартет, Op. 1 (1865)
- Струнний октет, Op. 3 (1866)
- Струнний квінтет, Op. 5 (1867)
- «Жартівливий марш», Op. 16 (1874)

Вокальні твори
- 2 пісні (чоловічий хор), Op. 2 (1865)
- 5 Songs (для голосу та фортепіано), Op. 24 (1879)
- 2 Songs (для голосу та фортепіано), Op. 25 (1878, 1880)
- Весільна кантата (для принца Оскара Ґустава Адольфа та принцеси Софії Марії Вікторії), Op. 29 (1881; Христіанія, 18 жовтня, 1881)
- Гімн (для золотої річниці весілля короля Христіана IX та королеви Луїзи), Op. 32 (1892)

Балет
- «Foraaret kommer» («Прихід весни»), Op. 33 (1892; Копенгаґен, 26 травня, 1892)

Близько 50 інших менш-значних творів, які не були включені у його пронумерований каталог.